# Andrea Galliani
Andrea Galliani (Desio, 6 gennaio 1988) è un pallavolista italiano, schiacciatore della Libertas Brianza.

## Carriera

### Club
La carriera di Andrea Galliani inizia nel 2006 nella giovanili del Piemonte di Cuneo, dove resta per due annate; nella stagione 2008-09 viene ceduto al Team Club di San Donà di Piave in Serie B1, mentre nella stagione successiva passa alla Libertas Brianza di Cantù, militante sempre nella stessa categoria, con cui resta per tre campionati, ottenendo anche un promozione in Serie A2 ed il conseguente esordio in serie cadetta nella stagione 2011-2012.
Nella stagione 2012-13 torna nuovamente alla formazione piemontese, in Serie A1, mentre in quella successiva viene ingaggiato dall'Impavida Ortona, in Serie A2, mentre per il campionato successivo passa al Milano, neopromossa in Serie A1, dove resta per tre annate.
Nella stagione 2017-18 è in Serie A2 con la Marconi di Spoleto, mentre nella stagione seguente torna nuovamente al club di Milano. Per il campionato 2018-19 si accasa all'Atlantide Brescia, nuovamente nel campionato cadetto, dove rimane per cinque stagioni prima di fare ritorno alla Libertas Brianza nel corso della stagione 2023-24.

### Nazionale
Nel 2013 fa il suo esordio in nazionale, con la quale vince la medaglia d'oro ai XVII Giochi del Mediterraneo.

## Palmarès

### Nazionale (competizioni minori)
- Giochi del Mediterraneo 2013